# Windberg
Windberg är en kommun och ort i Landkreis Straubing-Bogen i Regierungsbezirk Niederbayern i förbundslandet Bayern i Tyskland.
Kommunen ingår i kommunalförbundet Hunderdorf tillsammans med kommunerna Hunderdorf och Neukirchen.